# Holly Grove
Holly Grove es una ciudad en el condado de Monroe, Arkansas, Estados Unidos. Para el censo de 2000 la población era de 722 habitantes.

## Geografía
Holly Grove se localiza a 34°35′51″N 91°12′2″O / 34.59750, -91.20056. Según la Oficina del Censo de los Estados Unidos, la ciudad tiene un área de 1,9 km², de los cuales 1,8 km² corresponde a tierra y 0,1 km² a agua (2,78%).

## Demografía
Para el censo de 2000, había 722 personas, 301 hogares y 176 familias en la ciudad. La densidad de población era 401,1 hab/km². Había 347 viviendas para una densidad promedio de 188,7 por kilómetro cuadrado. De la población 26,87% eran blancos, 72,58% afroamericanos, 0,14% asiáticos y 0,42% de dos o más razas. 0,14% de la población eran hispanos o latinos de cualquier raza.
Se contaron 301 hogares, de los cuales 26,9% tenían niños menores de 18 años, 24,9% eran parejas casadas viviendo juntos, 28,2% tenían una mujer como cabeza del hogar sin marido presente y 41,2% eran hogares no familiares. 37,9% de los hogares eran un solo miembro y 24,9% tenían alguien mayor de 65 años viviendo solo. La cantidad de miembros promedio por hogar era de 2,40 y el tamaño promedio de familia era de 3,17.
En la ciudad la población está distribuida en 29,4% menores de 18 años, 5,7% entre 18 y 24, 23,1% entre 25 y 44, 19,8% entre 45 y 64 y 22,0% tenían 65 o más años. La edad media fue 39 años. Por cada 100 mujeres había 77,0 varones. Por cada 100 mujeres mayores de 18 años había 70,0 varones.
El ingreso medio para un hogar en la ciudad fue de $15.294 y el ingreso medio para una familia $17.232. Los hombres tuvieron un ingreso promedio de $24.444 contra $18.438 de las mujeres. El ingreso per cápita de la ciudad fue de $10.047. Cerca de 37,7% de las familias y 42,6% de la población estaban por debajo de la línea de pobreza, 61,3% de los cuales eran menores de 18 años y 31,2% mayores de 65.